# Ord River
Pour les articles homonymes, voir Ord.
L'Ord ou Ord river est un fleuve du nord de l'Australie Occidentale, à l'est de la région de Kimberley.

## Géographie
Il prend sa source près de Halls Creek. Il a un cours de 613 km et se jette dans l'océan Indien dans le golfe de Cambridge. Son bassin couvre 64 000 km2.

## Étymologie
Les aborigènes Miriwoong Gajerrong, qui habitent la région depuis des milliers d'années, connaissent la rivière Ord sous le nom de Goonoonoorrang.
Il doit son nom actuel à Harry Ord, gouverneur de l'Australie Occidentale de 1877 à 1880.

## Irrigation

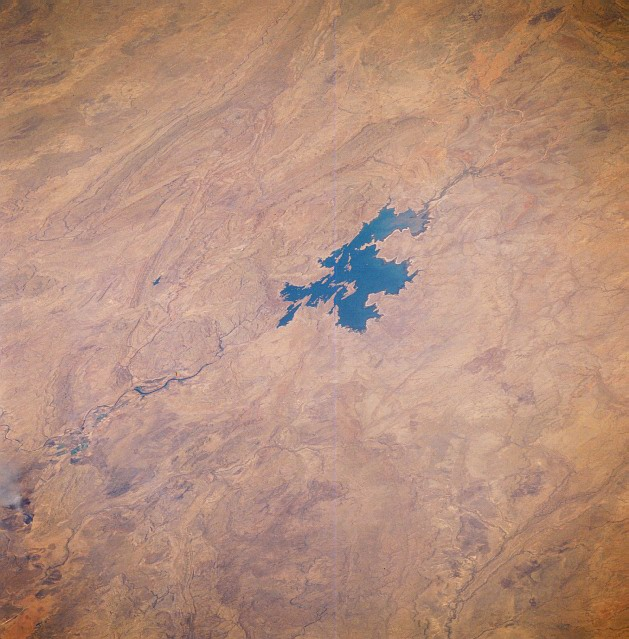
Vue satellite du lac Argyle

Un plan d'irrigation ("The Ord River Irrigation Scheme (ORIS)") a été établi en 1963 et, le 30 juin 1972, le premier ministre australien William McMahon mit en service le barrage du lac Argyle qui est la plus grande retenue d'eau artificielle d'Australie avec une surface de 741 km2.
Ce plan permet d'irriguer plus de 117 km2 de terres cultivables. Des projets prévoient de porter cette surface à 440 km2 dans le futur. Les premières tentatives de cultures irriguées se sont, comme souvent, soldées par des échecs à cause des difficultés de croissance des plantes et de maladies diverses. Finalement, la culture de fruits et de légumes a pu se développer, avec un succès particulier pour les melons, la canne à sucre et les bananes.

## Production électrique
Le barrage permet aussi de fournir en électricité la commune de Kununurra et la mine de diamants d'Argyle, grâce à une centrale hydro-électrique de 36 MW et des lignes haute tension de 132 kV.